# موعد مع الحبيب (فلم)
موعد مع الحبيب هو فيلم مصري عرض عام 1971، بطولة فريد شوقي ونجلاء فتحي، ومن إخراج حلمي رفلة.

## قصة الفيلم
تنشب مشادة كلامية بين المهندس أحمد وناهد ابنة شوكت رئيس مجلس الإدارة دون أن يعلم بشخصيتها. يتصادف أن يسافر الطرفان إلى الإسكندرية، تضطر ناهد لتغيير ملابسها بزي فلاحي، يتقابل معها أحمد و ابنه نادر الذي يستعطفها أن تعمل عندهما، توافق لترد إهانة أحمد، بمرور الوقت تشعر بالحب نحوه.

## طاقم التمثيل
- فريد شوقي: (المهندس أحمد)
- نجلاء فتحي: (ناهد شوكت)
- يوسف وهبي: (شوكت بك - ضيف شرف)
- حسن مصطفى: (د. فتح الله)
- زوزو شكيب: (عنايات - الجارة)
- سهير الباروني: (سعدية)
- محيي الدين شوقي: (الطفل نادر)
- حسين إسماعيل: (عم بندق)
- محمد شوقي
- مختار السيد: (مهندس بالشركة)
- حلمي حليم
- إستر شطاح: (أم عباس)
- خديجة محمود: (الخادمة)
- حسن طه: (المطرب الشعبي)
- رويدا علام: (الراقصة)
- علي عرابي: (البواب)
- ممدوح زايد
- سيد غنيم
- حسين التوني
- محمد الحلو
- هيام عبد اللطيف: (من صديقات ناهد)
- عماد محرم: (من أصدقاء ناهد)
- عادل الشناوي: (مهندس بالشركة)

## فريق العمل
- إخراج: حلمي رفلة
- تأليف: فاروق صبري
- مدير التصوير: وحيد فريد
- مونتاج: حسنوف
- موسيقى تصويرية: ميشيل يوسف
- إنتاج: المؤسسة المصرية العامة للسينما (فريد شوقي)، (حلمي رفلة)
- توزيع: المؤسسة المصرية العامة للسينما